# A mezőgazdaság földrajza
A mezőgazdaság földrajztudománya, vagy gyakran használt közkeletű, latinos változatban ’’agrárgeográfia’’, a mezőgazdasági termelés térbeli rendjének gazdasági, társadalmi és természeti összefüggéseit, törvényszerűségeit kutatja, értelmezi. Mint elnevezés a 19. század ötvenes éveiben fogalmazódott meg, de már korábban, a 17., 18. században is gyakori volt a földrajzi munkákban a mezőgazdaság részletes, felsorolásszerű leírása.

## A mezőgazdaság kutatásának fontosabb földrajzi irányzatai
- Az emberföldrajzi irányzat elsősorban az emberföldrajz tájföldrajzi ágazata, amely a társadalom működésének a földfelszínen látható hatásaival foglalkozott. Képviselői leírták a parcellák formáját, méretét, elhelyezkedését, a sövények magasságát stb.
- ’’A földhasznosítási irányzat’’ az első világháború után az Amerikai Egyesült Államokban született. A földterület mezőgazdasági hasznosításának formáit, eredményeit vizsgálja.
- ’’A mezőgazdasági technológia alapján történő megközelítés’’. Fő szempontjai: a földművelés eszköze (ásó, szúróbot stb.) illetve a földművelés rendszere (ugaroló, vetésforgó stb.).
- ’’A mezőgazdasági termékspecializáció’’ a különböző térségek eltérő mezőgazdasági termékek előállítására történő szakosodását tartja szem előtt.

## A mezőgazdaság földrajzi elhelyezkedésére ható tényezők

### Természeti tényezők
- Éghajlat (főleg a hőmérséklet és a csapadék)
- Domborzat (a függőleges tagoltság mértéke, a lejtők meredeksége és kitettsége, a tengerszint feletti magasság
- Talaj (megléte, minősége)

### Társadalmi, gazdasági tényezők
- A népesség, mint a mezőgazdasági termékek termelője és fogyasztója
- Tulajdonviszonyok
- A termelés műszaki-technikai színvonala
- A termékmennyiséget növelő eszközök: ugaroltatás, öntözés, műtrágya használata

## A mezőgazdaság földrajzi típusai
A mezőgazdaságnak sokféle típusa alakult ki a történelem során, amelyeket sokan és többféle szempont alapján csoportosítottak.
1. Hagyományos mezőgazdaság
- a. Hagyományos állattenyésztő gazdálkodás: csak ott jött létre, ahol a növénytermesztésre természeti földrajzi korlátok miatt nem volt lehetséges.  A gyér növényzet lassú növekedése miatt rendszeresen új területeket kell keresni: vándorlás. A nomadizmus alapvetően az állattenyésztéshez kapcsolódó életforma: ebből élnek, az egész közösség a településével együtt vándorol. A nomadizmusnak két területi típusa van: 
  - - szubpoláris nomadizmus: a pásztorok egyszerűen követik a rénszarvascsordákat, Skandinávia és Oroszország északi részén jellemző.
  - - szárazövi nomadizmus: főleg tevét, juhot, kecskét tartanak, Észak-Afrikában és a Közel-Keleten.
- b. Hagyományos növénytermesztő gazdálkodás
  - - hagyományos szárazművelés: a trópusi területeken, öntözés nélkül termesztenek édesburgonyát(=batáta), maniókát, főzelékféléket, kukoricát, kölest.
  - - hagyományos öntözéses gazdálkodás: a Közel-Keleten, Közép-Ázsiában oázisokban és a folyók mentén, valamint Dél- és Kelet-Ázsiában jellemző, ahol főleg rizst termelnek.

2. Fejlett tőkés mezőgazdaság
- a. Európai intenzív (belterjes), kisüzemi vegyesgazdaságok (növénytermesztés és állattenyésztés).
- b. Tengerentúli extenzív (külterjes) növénytermesztés: főleg az USA-ban, Kanadában, Argentínában jellemző gabonatermelés.
- c. Tengerentúli extenzív legeltető állattenyésztés (ranch-gazdálkodás): főleg Amerikában, Ausztráliában, Dél-Afrikában jellemző, szarvasmarha és juhtenyésztés.
- d. Ültetvényes gazdálkodás: Latin-Amerikában, Délkelet-Ázsiában, Afrika egyes részein jellemző, főleg ipari és élvezeti növényeket termelnek: kaucsuk, kakaó, kávé, banán.

## D.B. Grigg angol kutató mezőgazdasági típusai
1. Talajváltó gazdálkodás
2. Árasztásos rizstermelés
3. Nomád pásztorkodás
4. Mediterrán típusú mezőgazdaság
5. Vegyes gazdaságok
6. Tejtermelés – tejgazdaság
7. Ültetvényes gazdálkodás
8. Ranch-gazdálkodás
9. Nagyüzemi gabonatermesztés

## Külső hivatkozások
- Sulinet